# Knut al V-lea al Danemarcei
Knut Magnussen (n. 1129 – d. 9 august 1157, Roskilde, regiunea Sjælland, Danemarca)) a fost regele Danemarcei din 1146 până în 1157, fiind co-domnitor în alianță cu Svend al II-lea al Danemarcei și Valdemar I al Danemarcei. 
Knut a fost născut în jurul anului 1129, fiind fiul regelui Magnus I al Suediei. După abdicarea lui Eric al III-lea în 1146, magnații din Iutlanda l-au declarat rege, în timp ce magnații din Zeelanda și Scania l-au declarat rege pe Svend, nepotul lui Knut Lavard  pe care Magnus l-a ucis în 1131.
În anii următori, Knut a încercat în zadar să-l învingă pe Svend al III-lea în Zeelanda pentru controlul complet asupra Danemarcei. În 1147, Knut și Svend s-au unit pentru Cruciada Wendish, care s-a încheiat cu rearpinderea certurilor dintre ei. Svend și vărul său, Ducele Valdemar, fiul lui Knut Lavard, l-au învins pe Knut în Iutlanda, în 1150 iar Knut a fugit la socrul său, Sverker I al Suediei. Knut a încercat de mai multe ori să recucerească țara însă fără succes, apelând la Frederick Barbarossa pentru ajutor. Compromisul din 1152, care a fost susținut de Valdemar, l-a făcut pe Knut co-guvernatorul inferior lui Svend. Cu toate acestea, Svend a decis să nu se țină de înțelegerile dintre ei.
Knut a format o alianță cu Valdemar și Sverker, a cărui fiică, Helena a Suediei, a fost căsătorită cu Knut. Svend a fugit din Danemarca în 1154 și Knut a încheiat un acord cu Valdemar, făcându-l co-domnitor sub numele de Valdemar I. Knut a fost un rege inferior lui Valdemar și după reîntoarcerea lui Svned în Danemarca, s-a ajuns la un compromis final  în 1157, sub presiunea magnaților danezi. Svend, Knut și Valdemar au fost numiți co-domnitori, Knut guvernând în Zeelanda. În timpul banchetului de pace de la Roskilde din 9 august 1157, Svend a încercat să-i omoare pe cei doi rivali ai săi. Knut a fost ucis de către unul din războinicii lui Svend. 
Sora vitregă a lui Knut, Sofia de Minsk, s-a căsătorit cu Valdemar, care l-au răzbunat pe Knut în același an, prin uciderea lui Svend în bătălia de la Frathe Heath, câștigând Danemarca pentru el.

## Copii
La zece ani înainte de moartea sa, Knut s-a căsătorit cu Elena a Suediei, însă cei doi nu au avut copii. Knut a avut câteva amante cu care a conceput următorii copii:
- Neils, a devenit călugăr
- Knud
- Valdemar, a fost Episcop de Schleswig și Prinț-Arhiepiscop de Bremen
- Brigitte, s-a căsătorit cu Bernhard, Conte de Anhalt
- Hildegard, s-a căsătorit cu Jaromar I, Prinț de Rugia
- Ingerd; s-a căsătorit cu Cazimir al II-lea, Duce de Pomerania
- o altă fiică care s-a căsătorit cu Bogislav al III-lea Schlawe